# L'ultimo giorno sulla Terra
L'ultimo giorno sulla Terra (Le Dernier Voyage) è un film del 2020 diretto da Romain Quirot.

## Distribuzione

### Data di uscita
Il film è stato proiettato in anteprima mondiale il 1º settembre 2020 al festival d'Angoulême.
Le date di uscita internazionali nel corso del 2021 sono state:
- 19 maggio in Francia
- 1º luglio in Croazia (Paulovo posljednje putovanje)
- 26 agosto in Kazakistan, Russia (Последний день Земли) e Ucraina (Остання місія Пола В.Р.)
- 16 settembre in Germania (Die letzte Reise der Menschheit) e Polonia (Czerwony księżyc)

Le date di uscita internazionali nel corso del 2022 sono state:
- 20 gennaio in Italia
- 26 agosto in Spagna (El último día en la Tierra) e Stati Uniti d'America (The Last Journey)

### Edizione italiana
La direzione del doppiaggio è di Cinzia De Carolis e i dialoghi italiani sono curati da Elena Morara per conto della VSI Rome che si è occupata anche della sonorizzazione.

## Riconoscimenti
- 2020 – Sitges - Festival internazionale del cinema fantastico della Catalogna[3][4]
  - Méliès d'argento